# Fort Wadsworth

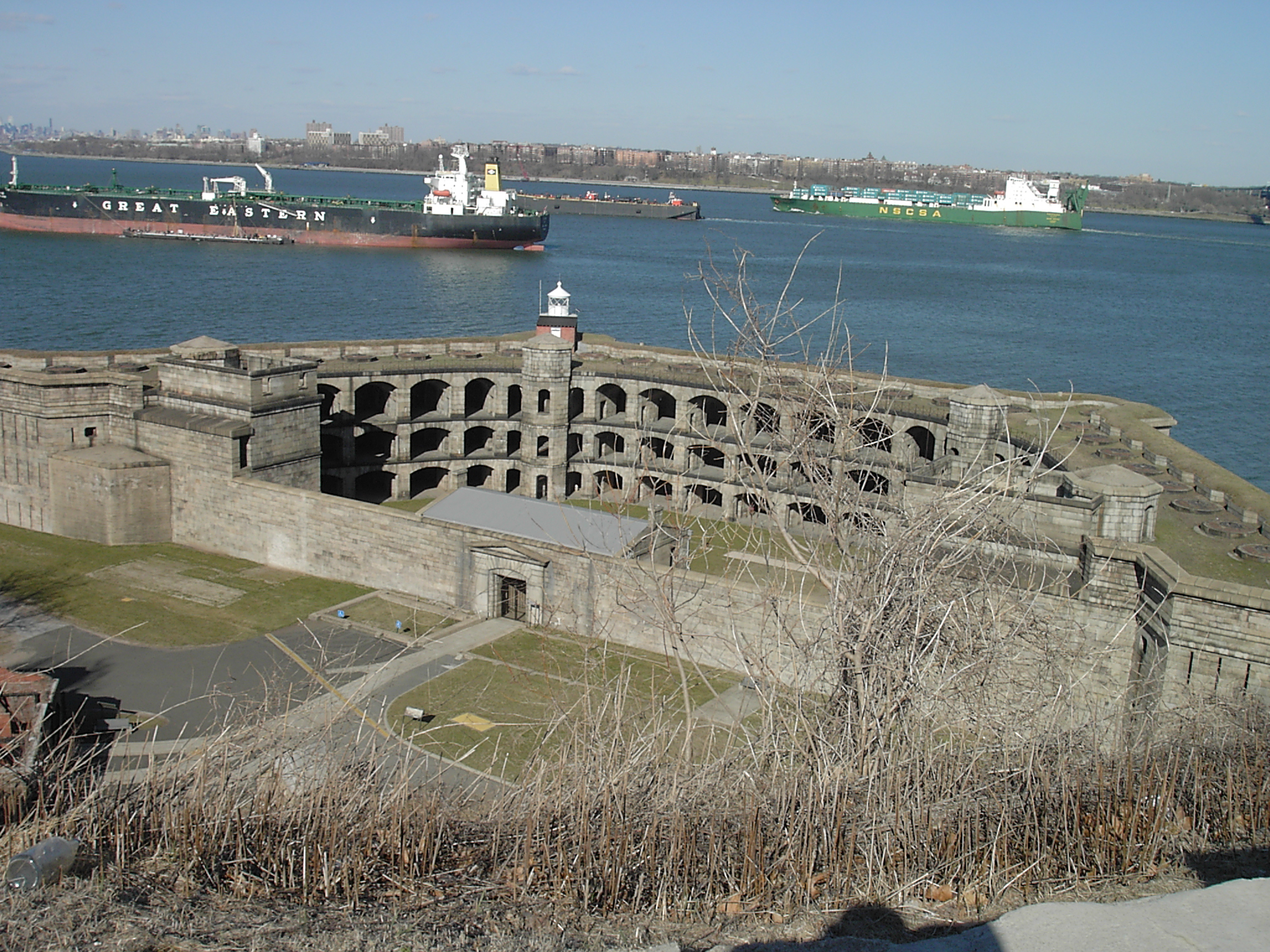
Fort Wadsworth visto da sud ovest

Fort Wadsworth (pron. fɔ:t 'wɔdzwɛ:θ) è una fortificazione militare non più in uso situata a New York nel borough di Staten Island. È situata di fronte al The Narrows, uno stretto attraversato dal ponte di Verrazzano. 
Fa parte della "Staten Island Unit" della Gateway National Recreation Area, gestita dal National Park Service. La maratona di New York, che attraversa tutti i cinque borghi di New York, parte da Fort Wadsworth, dove inizia il ponte di Verrazzano.  
Fino alla sua chiusura nel 1994, sosteneva di essere l'installazione militare continuamente attiva per più tempo degli Stati Uniti. Suddivisa in più unità, tra cui Fort Tompkins e Fort Richmond, il nome attuale fu adottato nel 1865 in onore del generale James Wadsworth, caduto in battaglia in Virginia durante la Guerra civile americana. 
Dal 2007 il forte ospita una base della Guardia costiera degli Stati Uniti. Molti edifici sono occupati da reparti della United States Army Reserve ed alcuni ospitano uffici amministrativi del National Park Service. 
La visita di Fort Wadsworth è consentita solamente a gruppi accompagnati da una guida. Il punto più alto è un ottimo punto di osservazione per viste panoramiche verso la baia di New York, Brooklyn e Manhattan.

## Galleria d'immagini

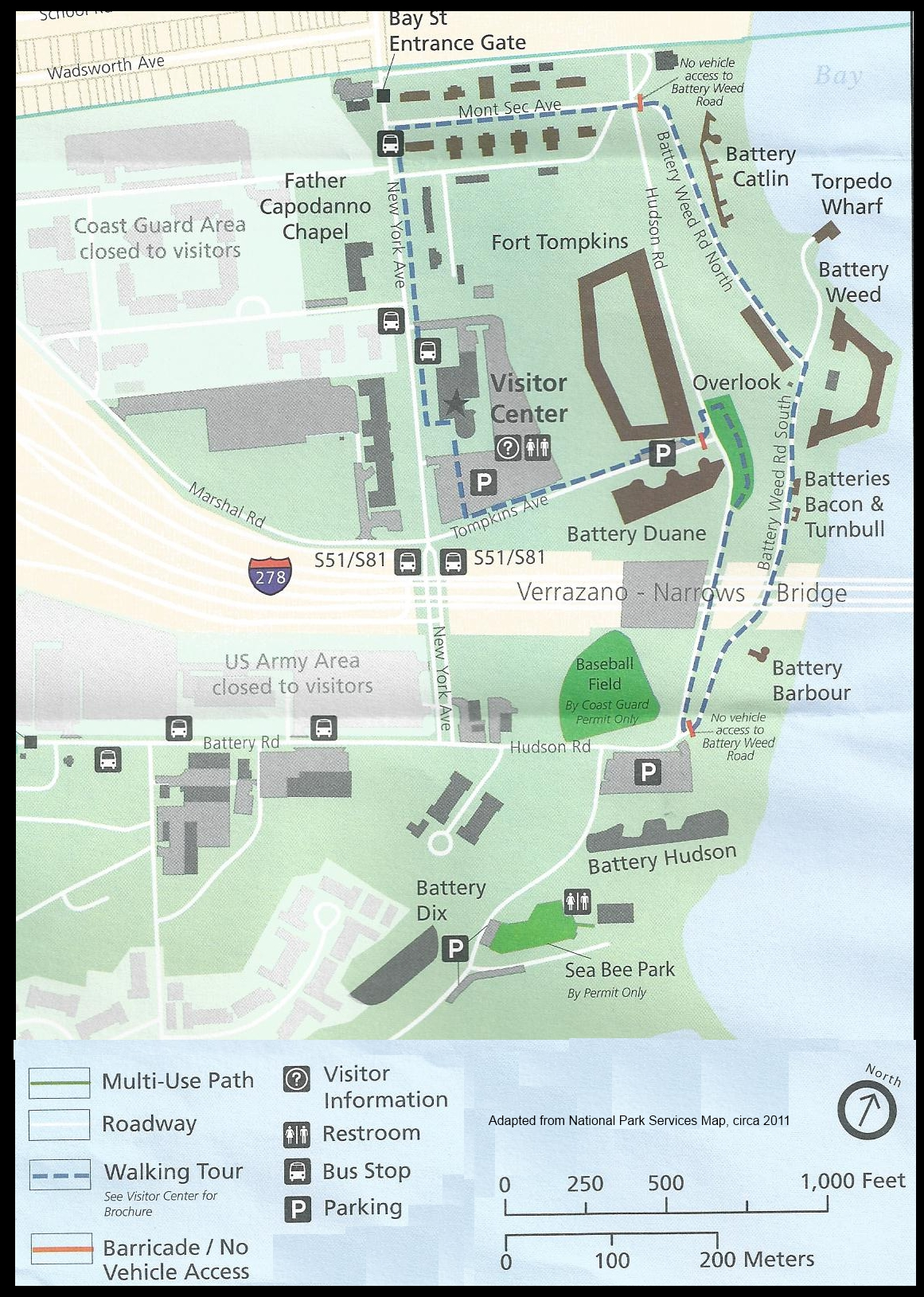
Mappa di Fort Wadsworth
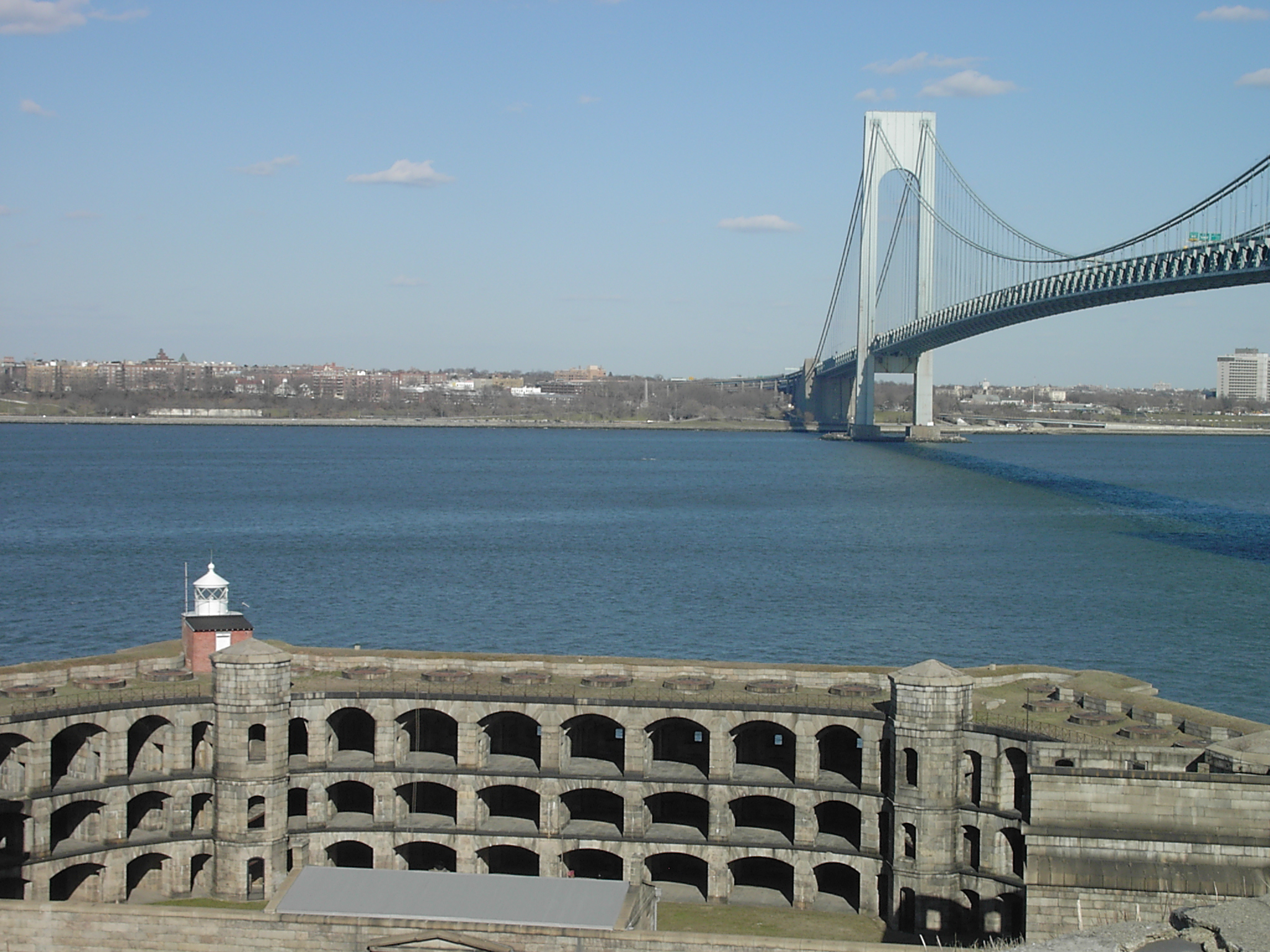
Vista con a fianco il ponte di Verrazzano
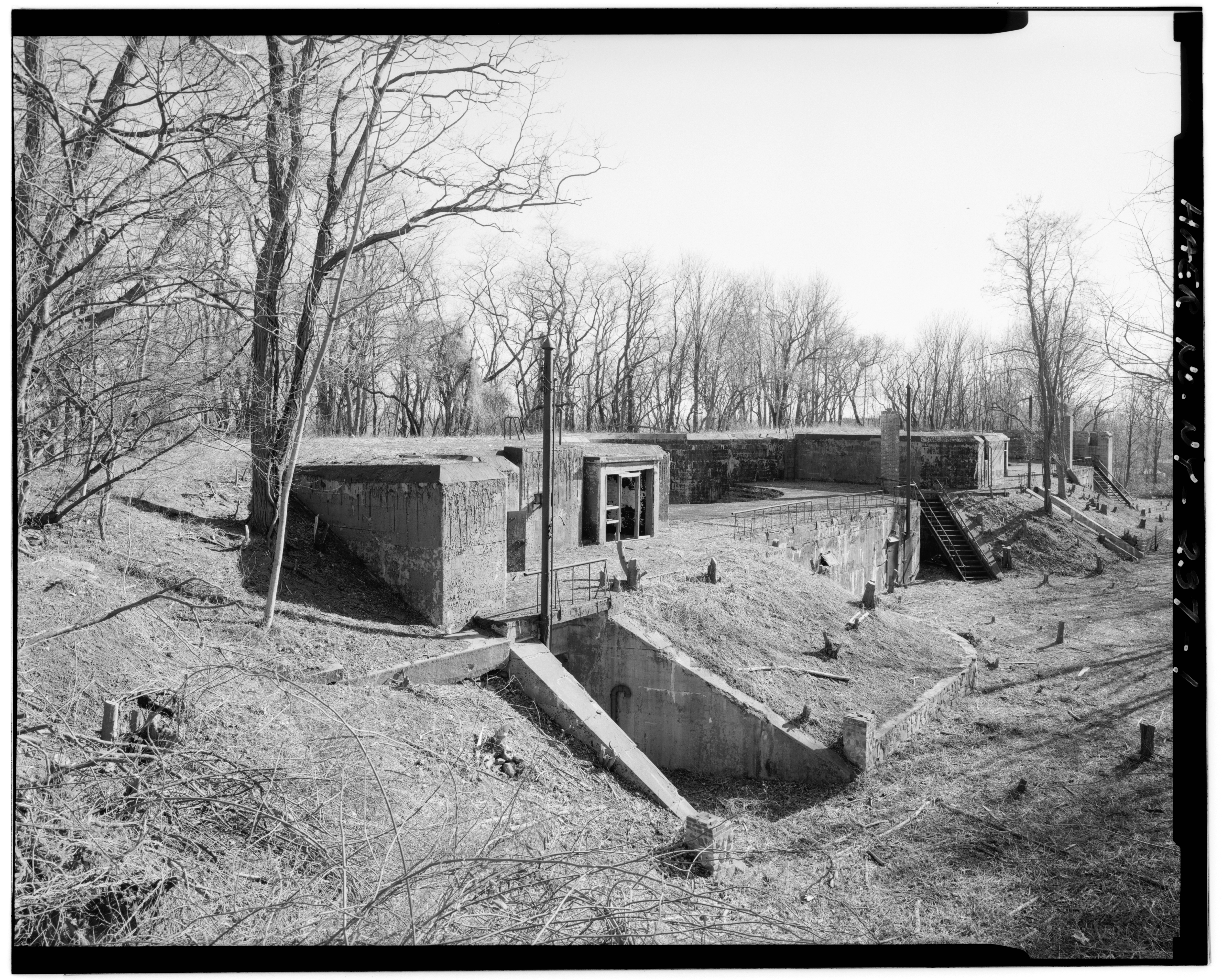
Una postazione di artiglieria nel 1988
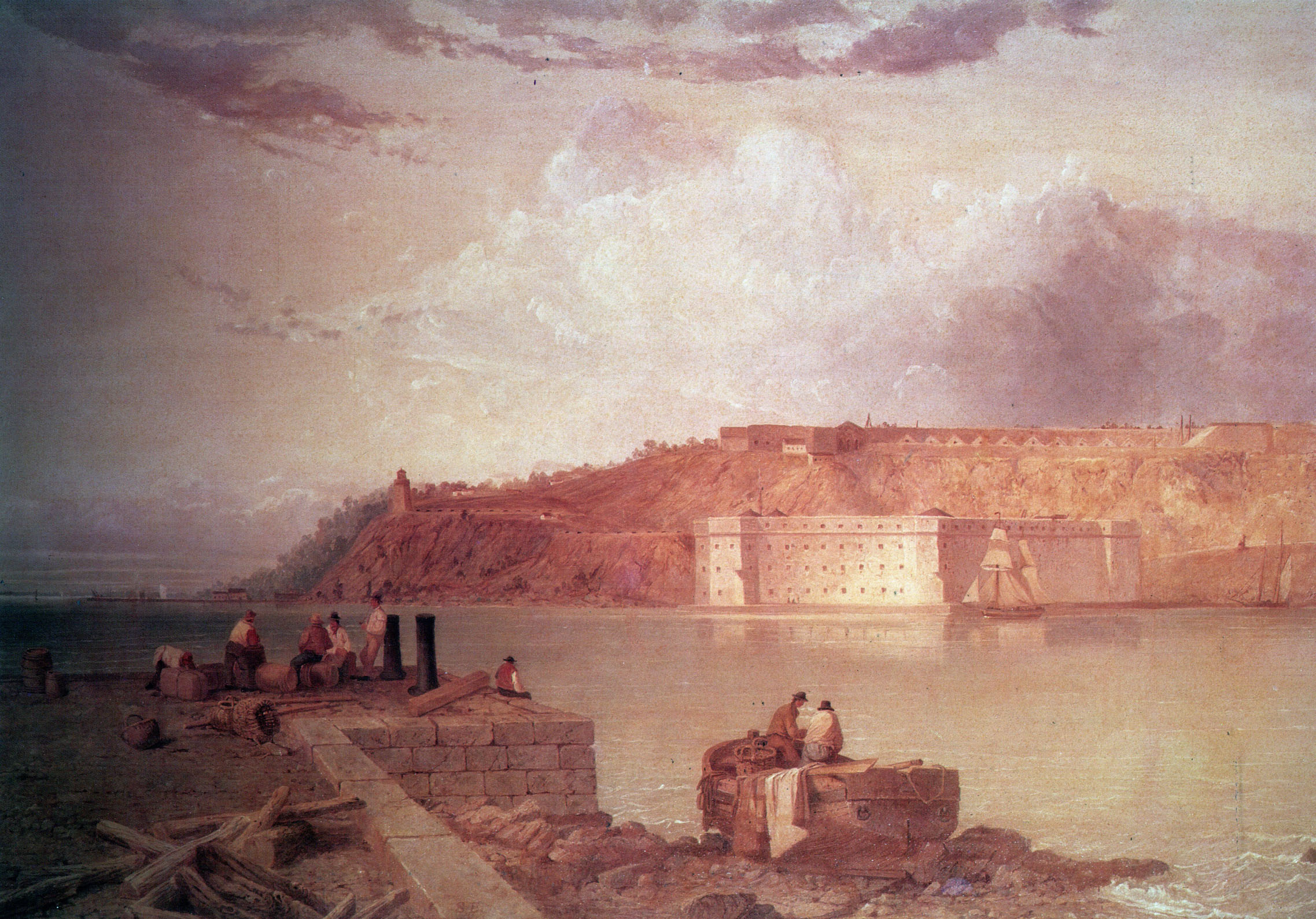
Dipinto di Seth Eastman, circa 1870